# DS Grombalia
DS Grombalia, mit vollem Namen Dalia Sportive de Grombalia (arabisch الدالية الرياضية بقرمبالية, DMG ad-Dāliyya ar-Riyāḍiyya bi-Qurmubāliya), ist ein tunesischer Basketballverein aus Grombalia, einer Stadt im Gouvernement Nabeul im Norden Tunesiens. Der Klub wurde 1993 als eigenständiger Verein gegründet, nachdem er zuvor als Basketballabteilung Teil von Grombalia Sport war.
Am 3. Juni 2006 gewann der Klub mit einem 73:70-Erfolg gegen den favorisierten und traditionsreichen Nachbarn Stade Nabeulien im Finale des Tunesischen Pokals seinen ersten bedeutenden Titel.

## Erfolge
| - Tunesischer Pokal (1) : - Sieger: 2006 - Verbandspokal (0) : - Finalist: 2018 - Zweite Liga (1) : - Meister: 2015 - Tunesischer Pokal (Frauen) (1) : - Sieger: 2011 |

## Ehemalige
- Naim Dhifallah